# Hermann Frey (Architekt)
Hermann Frey (* 27. Januar 1908 in St. Gallen; † 15. Juli 1980 in Olten) war ein Schweizer Architekt.
Sein Studium absolvierte er am Technikum in Burgdorf, anschliessend ging der nach Zürich, wo er 1929–31 bei Karl Moser arbeitete. Dort lernte er Ernst Schindler kennen, dessen Mitarbeiter er nach dessen Selbständigkeit wurde.

## Frey und Schindler
1936 wurde er Partner im gemeinsamen Büro mit Niederlassungen in Olten und Zürich, das bis 1947 bestand. Es entstanden eine Reihe grösserer öffentlicher Bauten in Olten sowie Wohngebäude, Geschäftshäuser und Kleinbauten vor allem in Zürich und Olten.

## 1950er und 1960er Jahre
Nach der Trennung von Schindler baute Frey alleine und mit wechselnden Partnern vor allem in Olten und Umgebung, unter anderem auch mit seinem ehemaligen Partner das Kantonsspital in Olten. Erwähnenswert sind die beiden Primarschulen in Wolfwil und Olten.

## Werke (Auswahl)
Frey und Schindler
- Strandbad, Olten, 1936–37
- Frohheim, Schulhauserweiterung, Olten, 1936–37
- Verwaltungsgebäude Schweizerischer Samariterbund, Olten, 1938
- Kantonalbank, Binningen, 1937–39
- Glockenhof, Hotel-Restaurant, Olten, 1938
- Atelier- und Wohnhaus, Dolderstr., Zürich, 1940–41
- Schweizerisches Vereinssortiment, Olten, 1947–48
- Kantonsspital, Olten, 1957–66

Hermann Frey
- Primarschulhaus, Wolfwil, 1950–53
- Geschäftshaus, Olten, 1953–54 (mit Walter Belart)
- Primarschulhaus im Bannfeld, Olten, 1954–56